# Johan Ramstedt
Johan Olof Ramstedt (født 7. november 1852 i Stockholm, død 15. marts 1935 i Stockholm) var en svensk embedsmand og politiker, der var Sveriges statsminister fra april til august 1905.